# Bathycharax auriculatus
Bathycharax auriculatus är en insektsart som beskrevs av Ludwig Redtenbacher 1906. Bathycharax auriculatus ingår i släktet Bathycharax och familjen Bacillidae. Inga underarter finns listade.